# Шлеф (област)
Шлеф (на арабски: ولاية الشلف) е област на Алжир. Населението ѝ е 1 002 088 жители (по данни от април 2008 г.), а площта 4975 кв. км. Намира се в часова зона UTC+01. Телефонният ѝ код е +213 (0) 27. Административен център е град Шлеф.